# Закупорка книжки
Закупорка книжки — неконтагиозное заболевание крупного рогатого скота, характеризуется переполнением органа кормовыми массами и их высыханием, что происходит в результате длительного кормления грубыми кормами, пастьбы на заиленной траве после спада воды, по скудным пастбищам, поедания мелкоизмельченных кормов, не очищенных от грязи корнеплодов, минерального голодания, а также при атонии прежделудков, травматическом ретикулите, отравлениях, некоторых инфекционных заболеваниях. Болезнь длится 7-12 дней, а при отсутствии помощи животное погибает.

## Клиническая картина
Признаками заболевания служат отсутствие аппетита, моторики рубца и шумов книжки, прекращение перистальтики сычуга и кишечника, стоны, скрежет зубов, стойкие запоры, в дальнейшем судороги, повышение температуры тела. В крови отмечается лейкоцитоз.

## Лечение
Лечение направлено на усиление моторики преджелудков, разжижение и удаление содержимого книжки. Животному дают вволю воды, внутрь – натрия сульфат (300–500 г в 10–15 л воды), растительные масла (300–500 мл), отвар льняного семени (5–6 л 2 раза в день), внутривенно – 300 мл 5-10 % раствора натрия хлорида с кофеином. Можно ввести непосредственно в книжку 2–3 л 10–15 % натрия сульфата, 200–300 мл касторового масла: иглу вводят в 9-е межреберье по линии плечелопаточного сустава справа на глубину 6–7 см. Правильность введения проверяют вводя 1–2 мл физиологического раствора с последующим его отсасыванием по измененному цвету раствора.

## Профилактика
Контроль за постоянным доступом крупного рогатого скота к воде, за качеством кормов, обеспечение моциона предотвратят развитие закупорки книжки.